# Pachites appressus
Pachites appressus, es una especie de orquídea de hábitos terrestres  originaria de Sudáfrica.

## Descripción
Es una orquídea de pequeño a mediano tamaño, con hábitos terrestres que tiene 5 a 12 hojas, conduplicadas, lineales y agudas. Florece en el verano en una inflorescencia erecta, terminal, con 15 a 25 flores con brácteas florales que son la mitad de la longitud del ovario.

## Distribución y hábitat
Se encuentra en el sursudoeste de la Provincia del Cabo en Sudáfrica en las laderas de las montañas en fynbos en elevaciones de 450 a 1.000 metros.

## Taxonomía
Pachites appressus fue descrita por John Lindley   y publicado en The Genera and Species of Orchidaceous Plants 301. 1835.
Etimología
El nombre de este género proviene de la palagra griega pachys = gruesa, en referencia a esta calidad de la columna de sus flores.
appressus: epíteto latíno que significa "apresado", (en este caso se refiere a que las flores se presionan contra la inflorescencia).
Sinonimia
- Pachites appressa[3][7][8]